# الملعب البلدي (أفيرو)
الملعب البلدي في أفيرو (بالبرتغالية: Estádio Municipal de Aveiro) هو ملعب كرة قدم يقع بمدينة أفيرو في البرتغال، وهو الملعب الرئيسي لنادي بيرا مارا. افتتح الملعب في سبتمبر من عالم 2003، بطاقة استيعابية تصل إلى 30,127 ألف متفرج.
استضاف الملعب العديد من المنافسات منها كأس الأمم الأوروبية لكرة القدم 2004.